# マラウイの交通

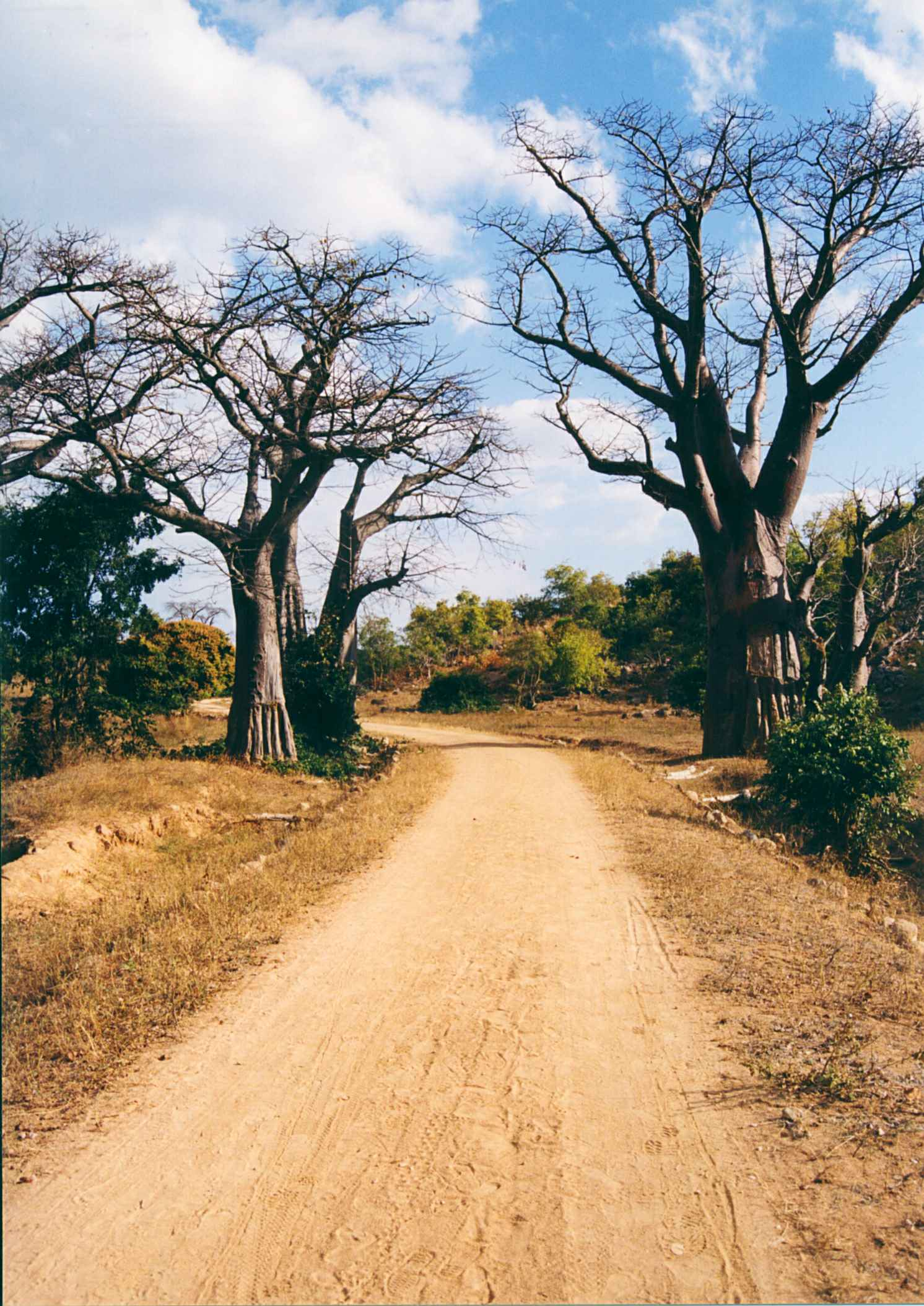
未舗装状態の道路

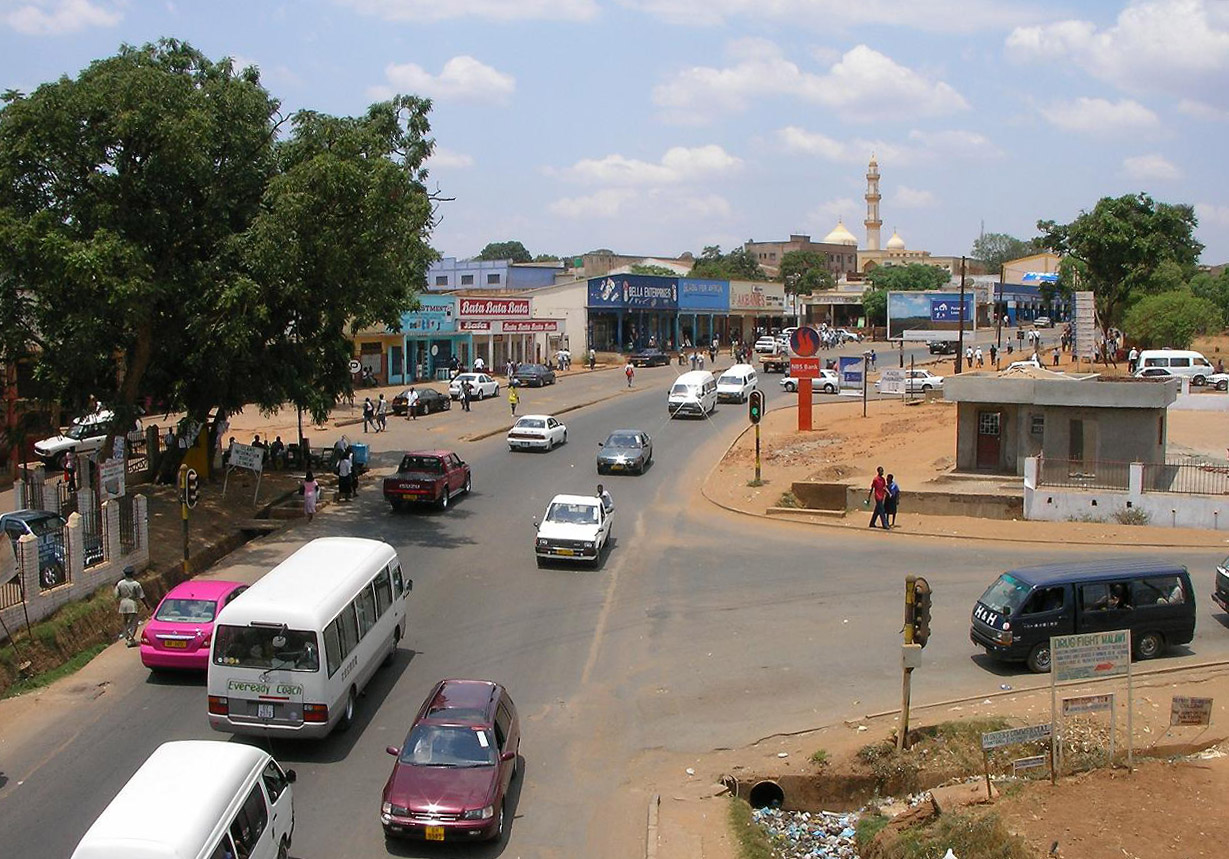
首都リロングウェの大通り

本稿はマラウイの交通（Transportation in Malawi）について扱う。
マラウイの交通は発展途上段階にある。約1400万人が暮らすこの国には、全部で44の空港が置かれているが、そのうち滑走路が舗装されているのは6つのみである。鉄道に関しても、総延長797kmの路線は全て狭軌である。さらに、国土を走る道路のうちの55%は未舗装の状態である。一方で、マラウイは内陸国であるにもかかわらず、マラウイ湖とシーレ川流域などを合計すると700kmもの水路を持つ国家でもある。また、電話などの通信システムの普及度合も未だ十分とは言い難い状況である。

## 幹線道路

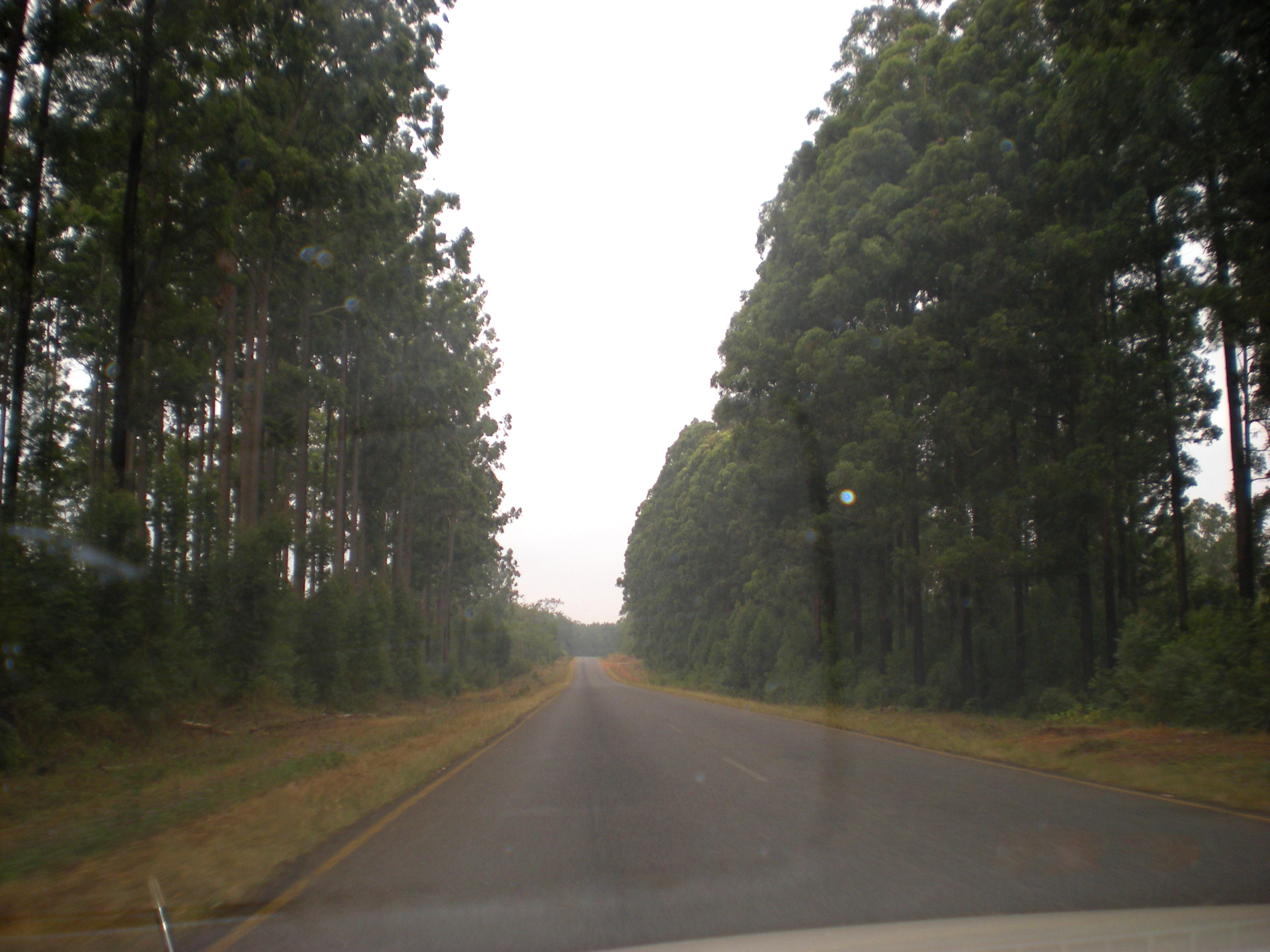
チカンガワ（Chikangawa）経由でムズズへ向かう際の舗装された道路

マラウイには国全体で15451kmの道路が存在するが、このうちの45%にあたる6956kmが舗装されており、残りの55%の8496kmは未だ舗装されていない。
主要幹線国道はM1～M30まで
二級国道はS100～S161まで 
三級国道はT300～T426までが付番されている。
| 道路番号 | ルート | 備考 |
| -------- | --- | --- |
| M1       | ソングウェ国境(タンザニア)-カロンガ-ムズズ-リロングウェ-カリニェケ料金所-ンチェウ-チンゲニ料金所-ザレワ-ブランタイヤ-チクワワ-ンサンジェ-マラカ国境(モザンビーク) | 通行料金 (各料金所通過時に支払い) 普通車 MK1000 ミニバス MK2000 大型 MK4000 特大 MK5000 超大物輸送車 MK20000 |
| M2       | ブランタイヤ-チョロ-ムランジェ-ムロザ国境(モザンビークザンベジア州)                                                                                               | |
| M3       | リンベ-ゾンバ-リウォンデ-マンゴチ-チポンデ国境(モザンビークニアサ州)                                                                                              | |
| M4       | リンベ-ミコロングウェ-ツチラ-チシトゥ(ムランジェ県) | 通称ミディマロード                                                                                           |
| M5       | ンチェウ-ゴロモチ-サリマ-コタコタ-カタベイ-ムズズ | |
| M6       | ザレワ-ムワンザ国境(モザンビークテテ州) | |
| M7       | ルンバジ-ザレカ-ンチシ-ムボボ | |
| M8       | リウォンデ-バラカ-チンゲニ(ンチェウ県) | |
| M9       | ムジンバ-ユーティニ-ニイカ国立公園-チティパ-ムコマ(タンザニア国境)                                                                                                | |
| M10      | マンゴチ-ンコポラ-チャントゥーロ-ムーア (マラウイ) | |
| M11      | ティンビリ(カタベイ県)-チクウィナ-ウシシャ-チウェタ(ルンピ県) | チクゥィナ、チウェタ間不通                                                                                   |
| M12      | リロングウェ-ナミテテ-カムウェンド-ムチンジ国境(ザンビア、チパタ市)                                                                                               | |
| M14      | リロングウェ(カネンゴ地区)-サリマ | |
| M16      | ザレカ-ドーワ-チェジ | |
| M18      | カムウェンド-サンテ-カスング-マロモ-ムボボ-コタコタ | |
| M20      | ルワワ-エンバングウェニ-ムコチャ国境(ザンビアルンダジ地区) | |
| M22      | ムジンバボマ-ムタンガタンガ | |
| M24      | ブウェング-ルンピ-ムワシズィ | |
| M26      | カロンガ-チティパ | |
| M30      | M1-リロングウェ国際空港 | |

## 港と水路

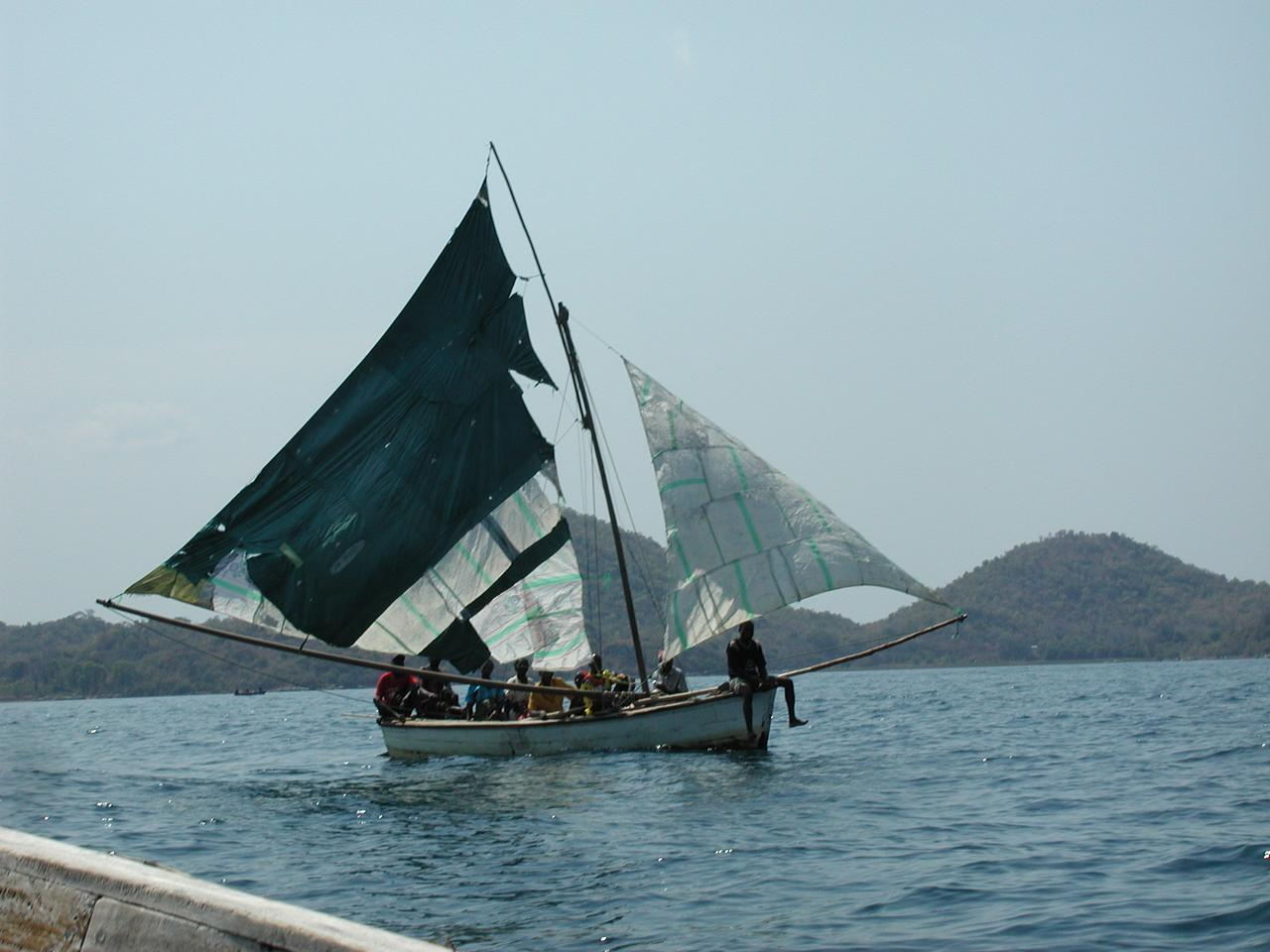
マラウイ湖のボート

マラウイ湖とシーレ川（流域144km）が、マラウイの主要な水路である。
- マラウイ鉄道沿線上で駅の設置されているチポカ（en:Chipoka）は、マラウイ湖に面した港町でもあるため、マラウイの物流を考える上で極めて重要である。
- その他の小規模な港町としては、モンキー・ベイ（en:Monkey Bay）、カタベイ、コタコタ、チルンバなどがある。
- 2010年9月ンサンジェにシレ川とザンベジ川を介してインド洋につながるンサンジェ世界内陸港がマラウイのビングワムタリカ大統領とジンバブエのロバートムガベ大統領が出席した式典で開港を宣言した。しかし下流のモザンビークとの合意にはいたらず未だに使用できていない。

## 航空輸送

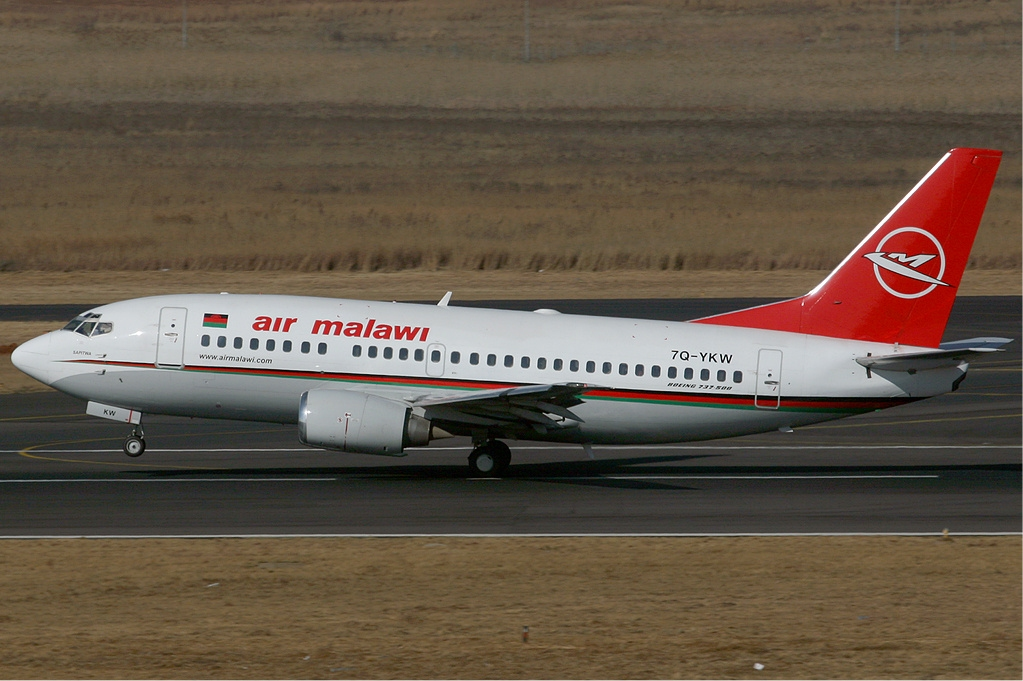
エア・マラウイの航空機

エア・マラウイはマラウイの国営航空会社であった、国際線のほか地方線も運航していた。本部はブランタイヤに置かれていた。現在はマラウイ航空がマラウイ国内の主要な航空会社としてブランタイヤのチレカ国際空港とハブ空港として知られるリロングウェ国際空港を拠点に運航している。

### 空港
2001年現在、マラウイには44の空港がある。

### 舗装された滑走路
- 合計:6
- 3047m以上:1
- 1524mから2437m:1
- 914mから1523m:4 （2002年度）

### 未舗装の滑走路
- 合計:37
- 1524mから2437m:1
- 914mから1523m:14
- 914m以下:22 （2002年度）

## 鉄道輸送
マラウイ鉄道は、1999年に民営化するまでマラウイの国営鉄道であった。1999年12月1日に、アメリカを本拠地とする鉄道開発会社（Railroad Development Corporation：RDC）を主体とした中央東アフリカ鉄道（Central East African Railways）グループが、20年間に渡るマラウイ鉄道の運営権を取得した。これは、半官半民経営を除いた場合、アフリカで初の鉄道民営化例である。
2001年には総延長が797キロに達した。なお、この鉄道の軌道は、1067ミリメートルの狭軌である。

### 隣接国家との接続
隣国であるタンザニアのゲージ幅は1000mmに対し、マラウイのゲージ幅は1067mmであるため、軌間の差（en:break of gauge）によって両国間の鉄道は接続されていない。ザンビアの鉄道とはゲージ幅がマラウイの幅と等しい、現在のところマラウイ鉄道からの線路はザンビア東部のチパタ市まで接続されている。その先のタンザン鉄道側へは建設計画はあるものの目処はたっていない。モザンビークとはゲージ幅が同一であり、両国間の路線はンカヤジャンクション（Nkaya Junction）で接続されている。接続先の路線はナカラ回廊線であり、ナユチ（Nayuchi）経由でナカラ港へ出ることが可能である。なお、ンサンジェ経由でドナ・アナ橋やベイラへ向かう線はモザンビーク内戦（1977-1992）以降閉鎖となったままであり、未だ再開の目処も立っていない。

### 2006年度の鉄道開発
2006年にブラジルのヴァーレ社が、モザンビーク西部にあるムワティゼ炭鉱（en:Moatize）とナカラ回廊線を結び、ナカラ経由で石炭を輸送する路線を建設する計画を発表した。これが実現すれば、マラウイとも接続されることとなる。鉄道開発会社の地図では、ザンビアのチパタとマラウイの間の路線の建設が予定されている。鉄道開発会社を主体とした中央東アフリカ鉄道グループは、1999年12月にマラウイ鉄道の運営権を獲得し、同鉄道を民営化した。また2006年には、ビング・ワ・ムタリカマラウイ大統領が、モザンビーク大統領であるアルマンド・ゲブーザに、現在のマラウイ鉄道における南端の駅であるンサンジェから、ザンベジ川がインド洋へと流れ込む地点近くの港町であるチンデ（en:Chinde）までの250kmを、鉄道でつなぐことを検討するよう依頼した。

## 通信
2007年の時点では、マラウイには17万5200本の固定電話と、105万1000本の携帯電話がある。国民のおよそ100人中8人しか携帯電話を所持しておらず、電話などの通信システムの普及度合は未だ十分とは言い難い。かつてマラウイは、遠距離通信システムに関してアフリカでも最貧国のひとつに数えられていたが、2000年と2007年の間に13万0000本の固定電話回線が整備されたことで大幅に改善された。なお、都市部においては多くの地域で電話を使用することが可能であるが、田舎の地域では電話普及率が未だに4分の1に達していない。2007年時点では13万9500人のインターネット利用者がおり、2002年の調査によれば、国内に3社のインターネットプロバイダが存在している。また、2001年時点の放送局の数は、ラジオが14局でテレビは1局であった。